# Соборна вулиця (Фастів)
Собо́рна вулиця — центральна вулиця Фастова, що з'єднує мікрорайони Заріччя, Кадлубиця, Журавлівка та Казнівка з центром міста і залізничним вокзалом. Бере початок від перетину вулиць Кільцевої та Білоцерківської, а закінчується на перехресті вулиць Свято-Покровської, Зарічної та Пушкіна. До Соборної прилягають вулиці Шевченка, Толстого, Івана Мазепи, Андрія Саєнка та Героїв Танкістів, перетинаються вулиці Ярослава Мудрого та Брандта. На вулиці Соборній розміщені площа Перемоги та Соборна площа.

## Галерея

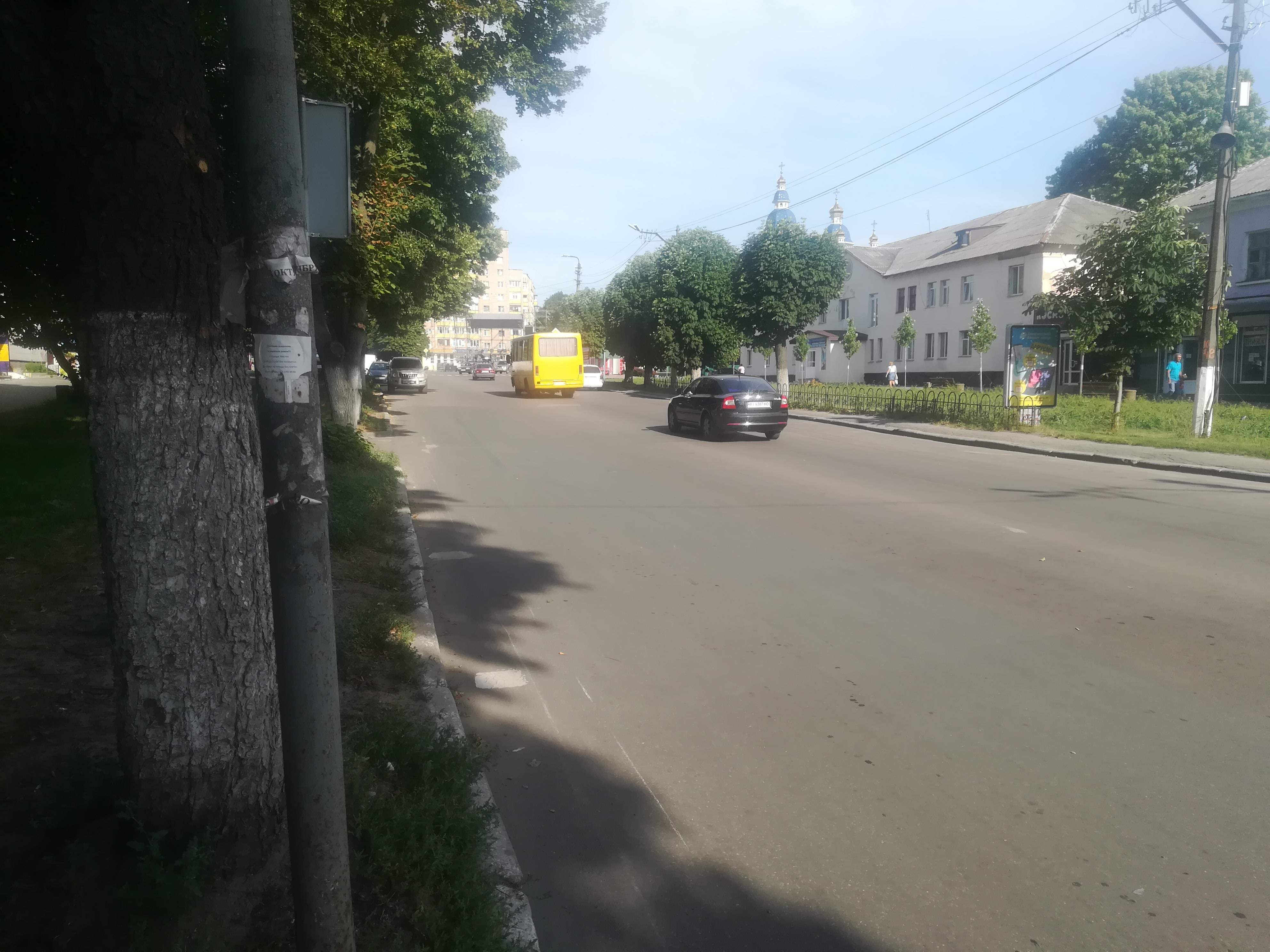
Вулиця Соборна біля перехрестя з вулицею Толстого. Вигляд в сторону вокзалу
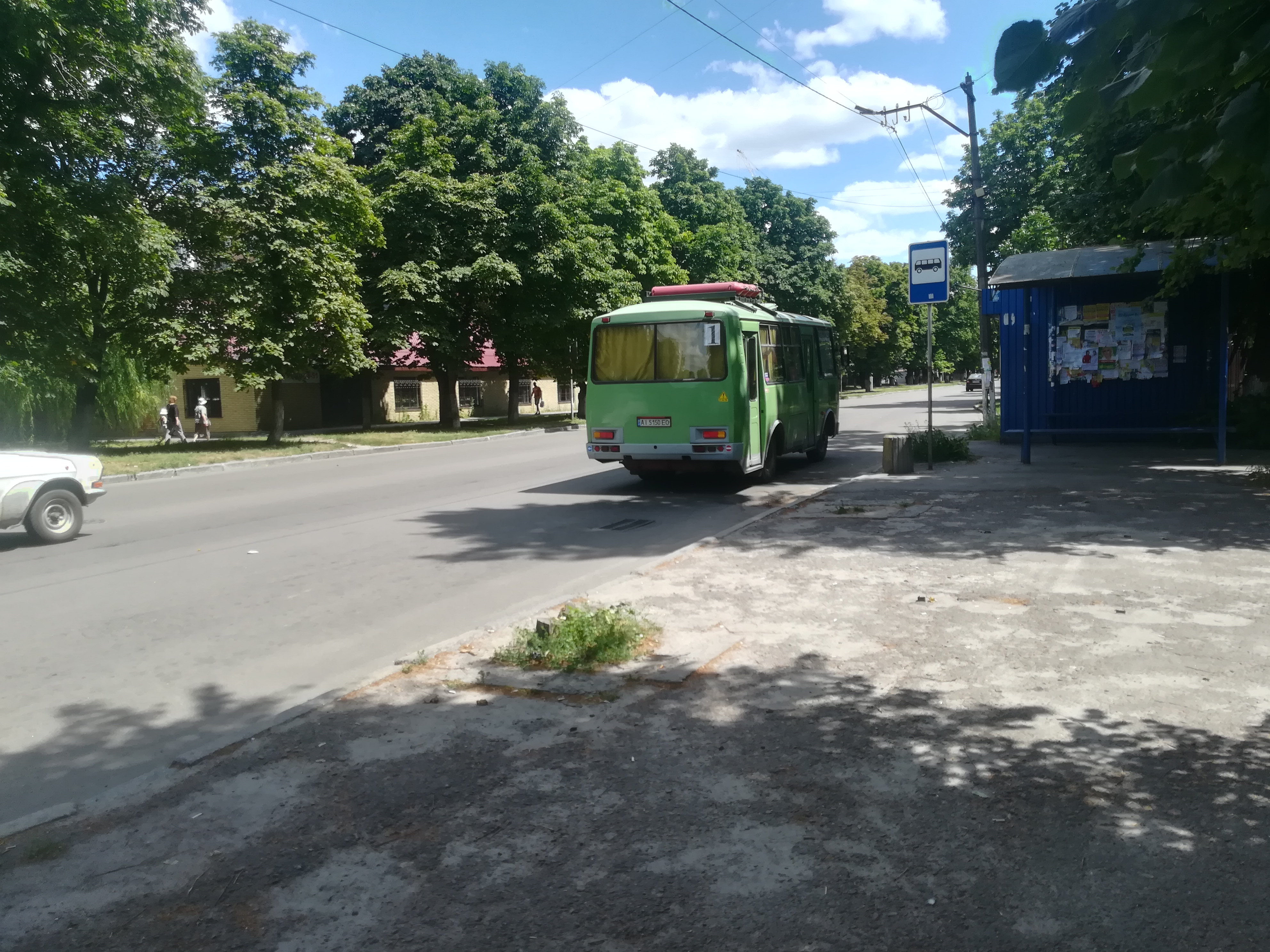
Зупинка «Фастівське відділення поліції». Вигляд в сторону вокзалу
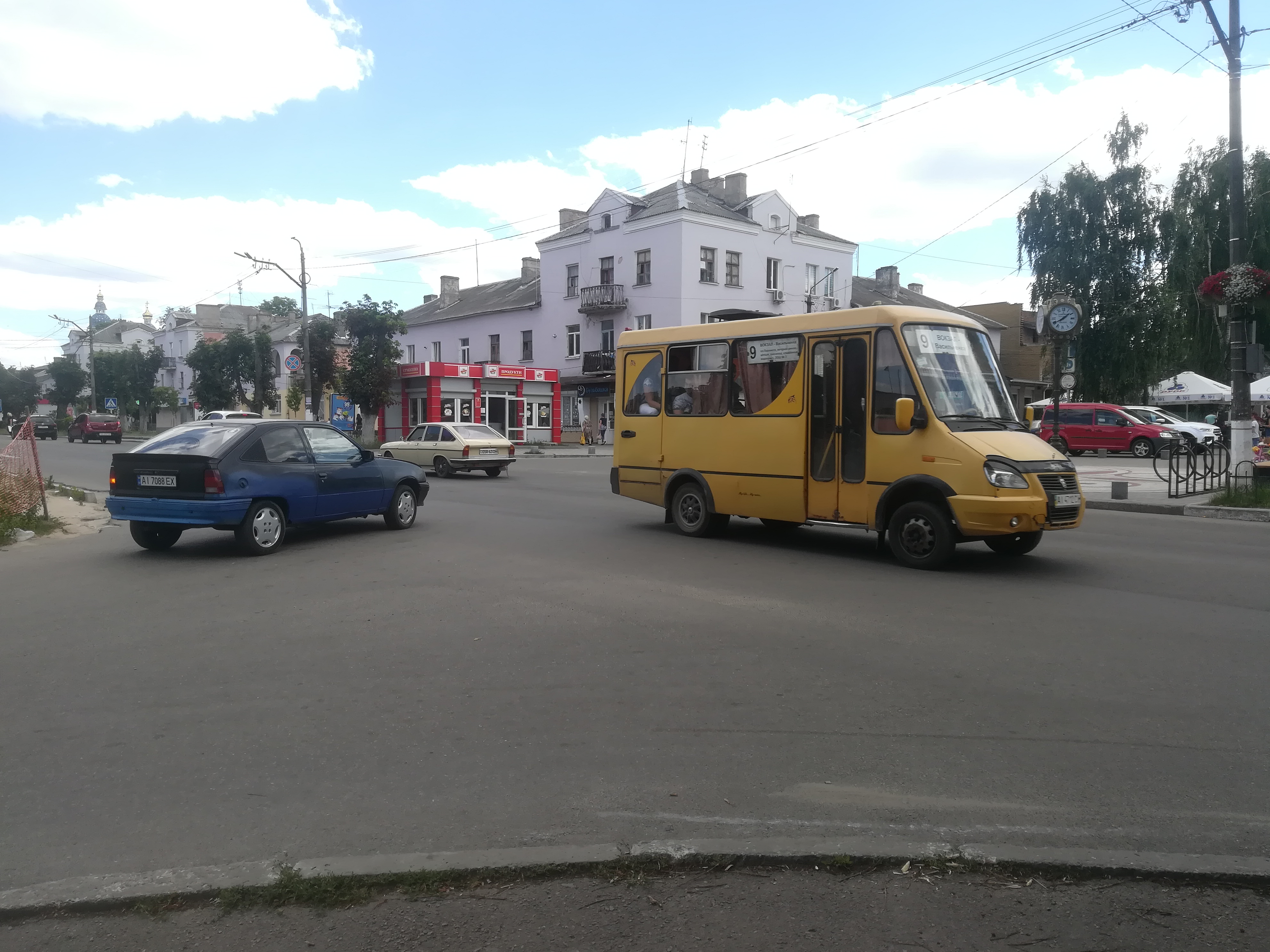
Перехрестя вулиці Соборної з вулицею Юрія Гагаріна та провулком Андрія Саєнка
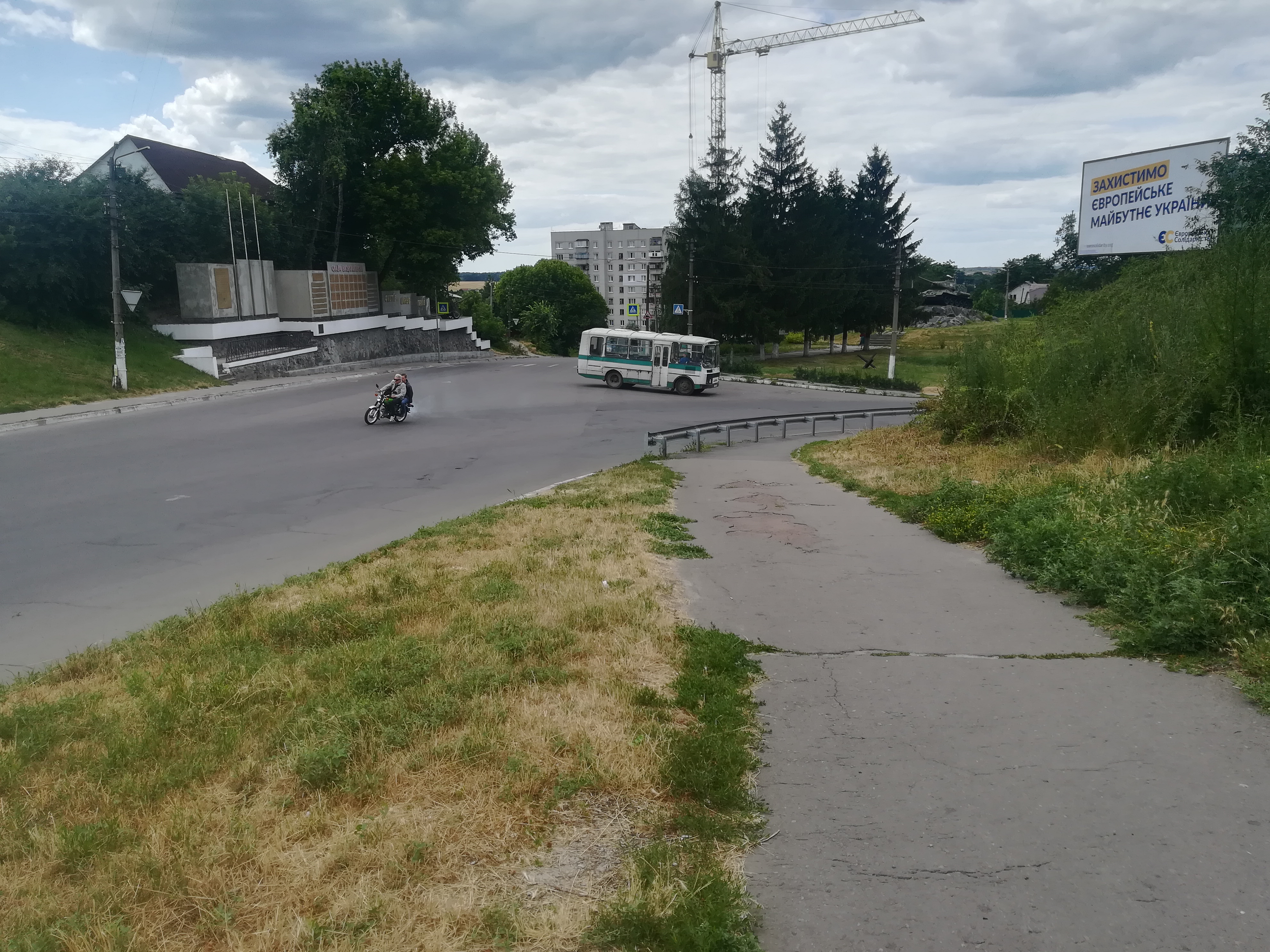
Роз'їзд вулиці Соборної та вулиці Героїв Танкістів
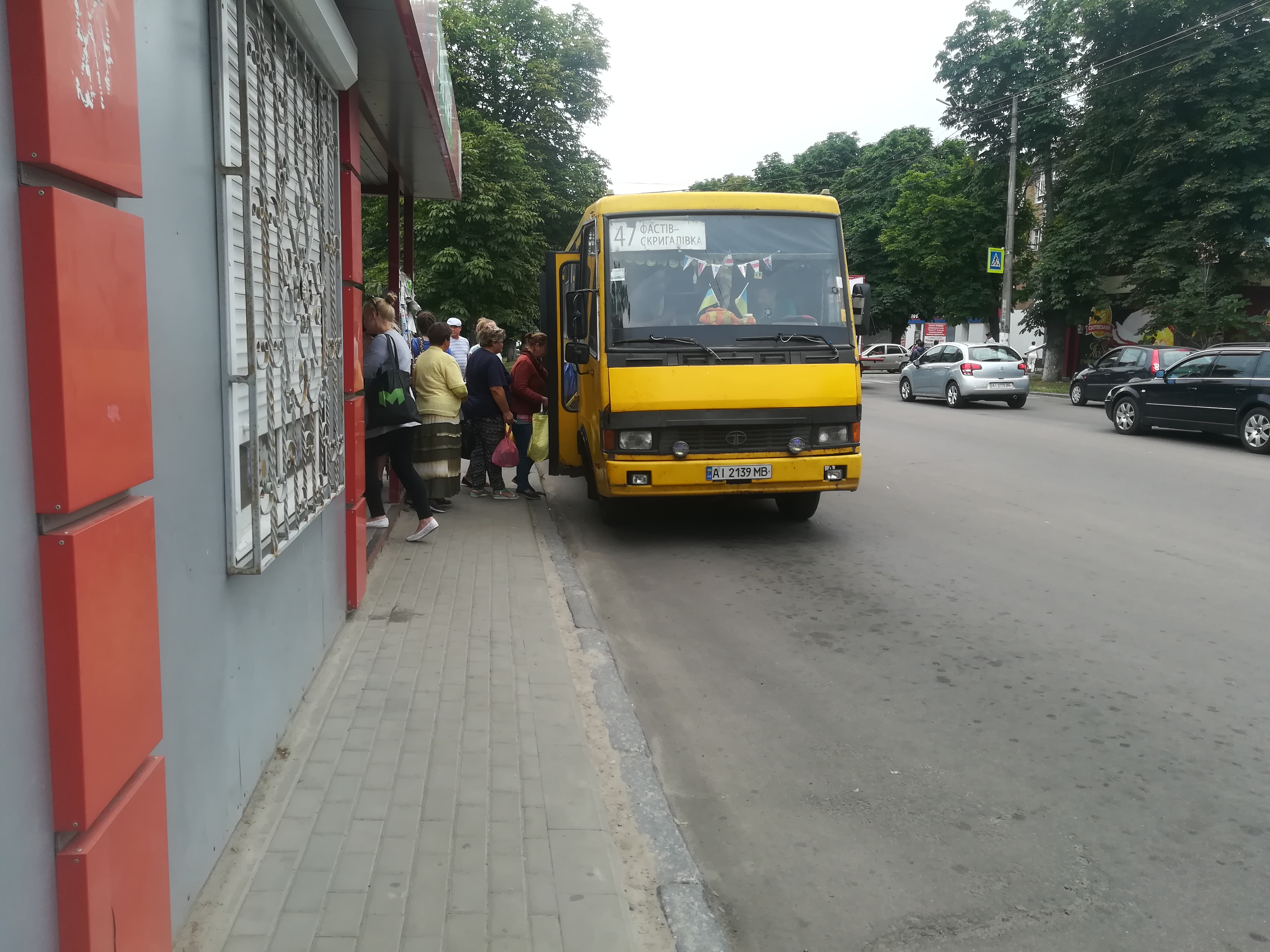
Автобус БАЗ-А079 на зупинці «Друкарня»
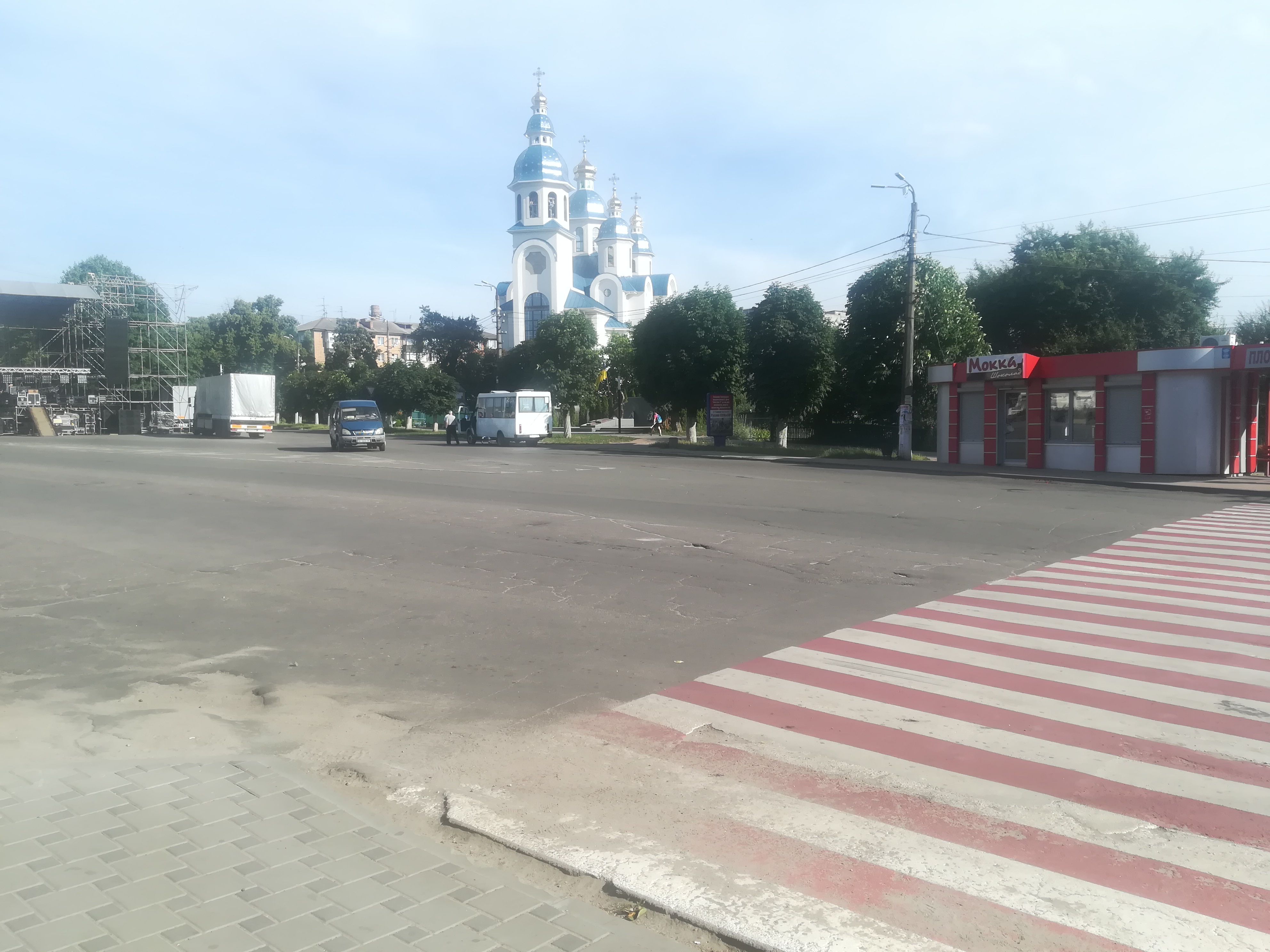
Площа Перемоги
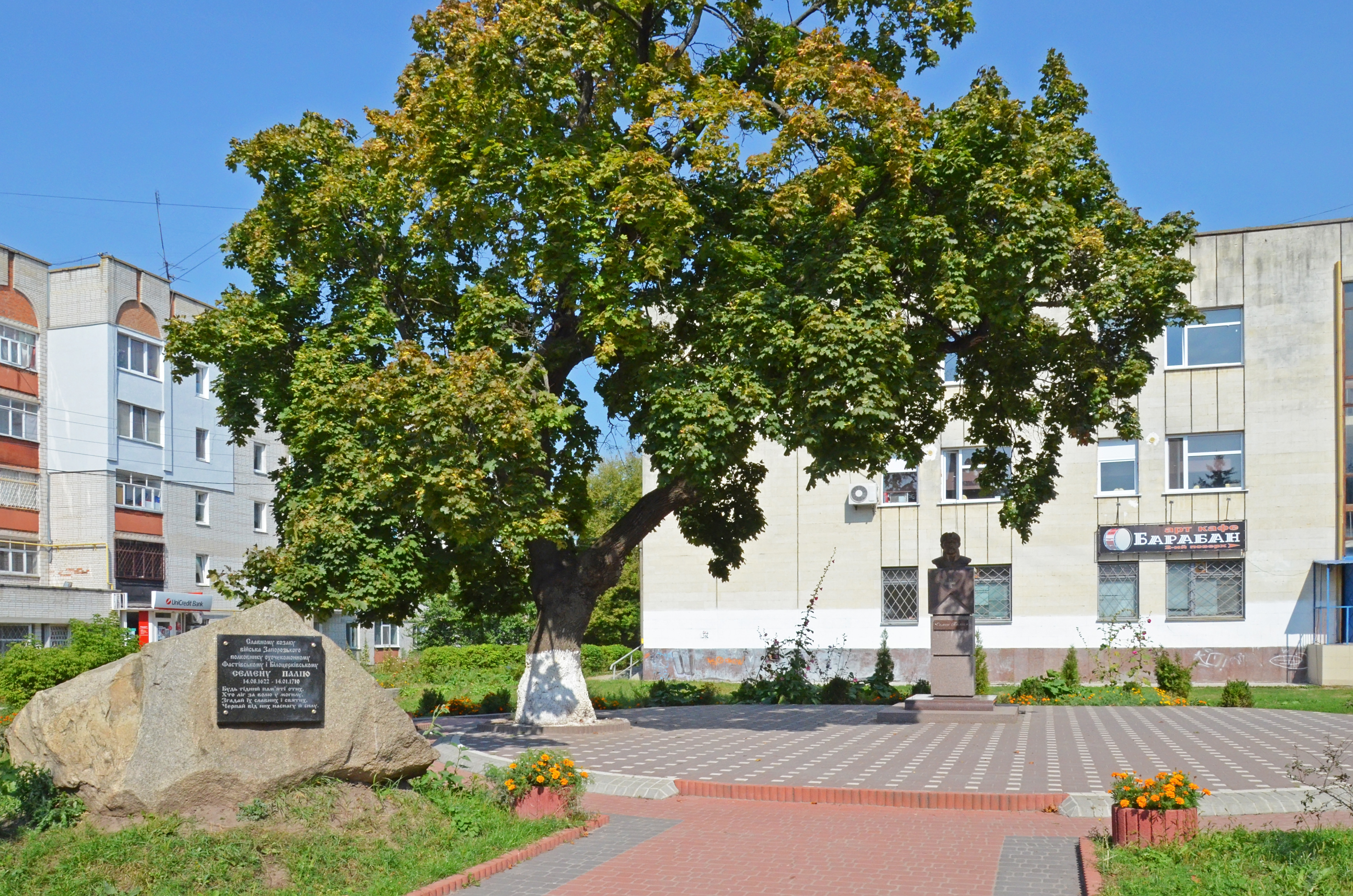
Пам'ятник Смемену Палію біля Міського Палацу Культури
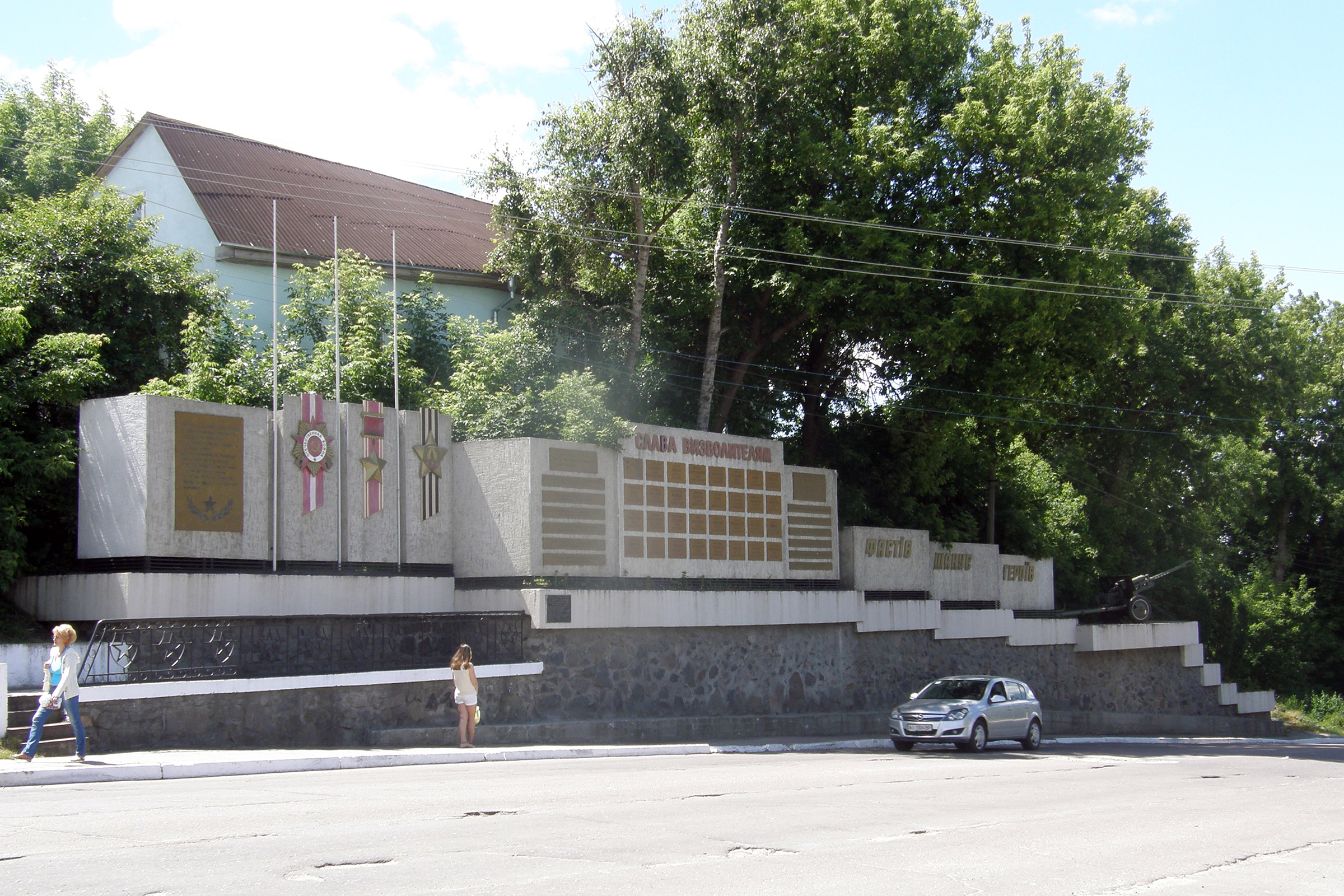
Стіна Слави на роз'їзді з вулицею Героїв Танкістів
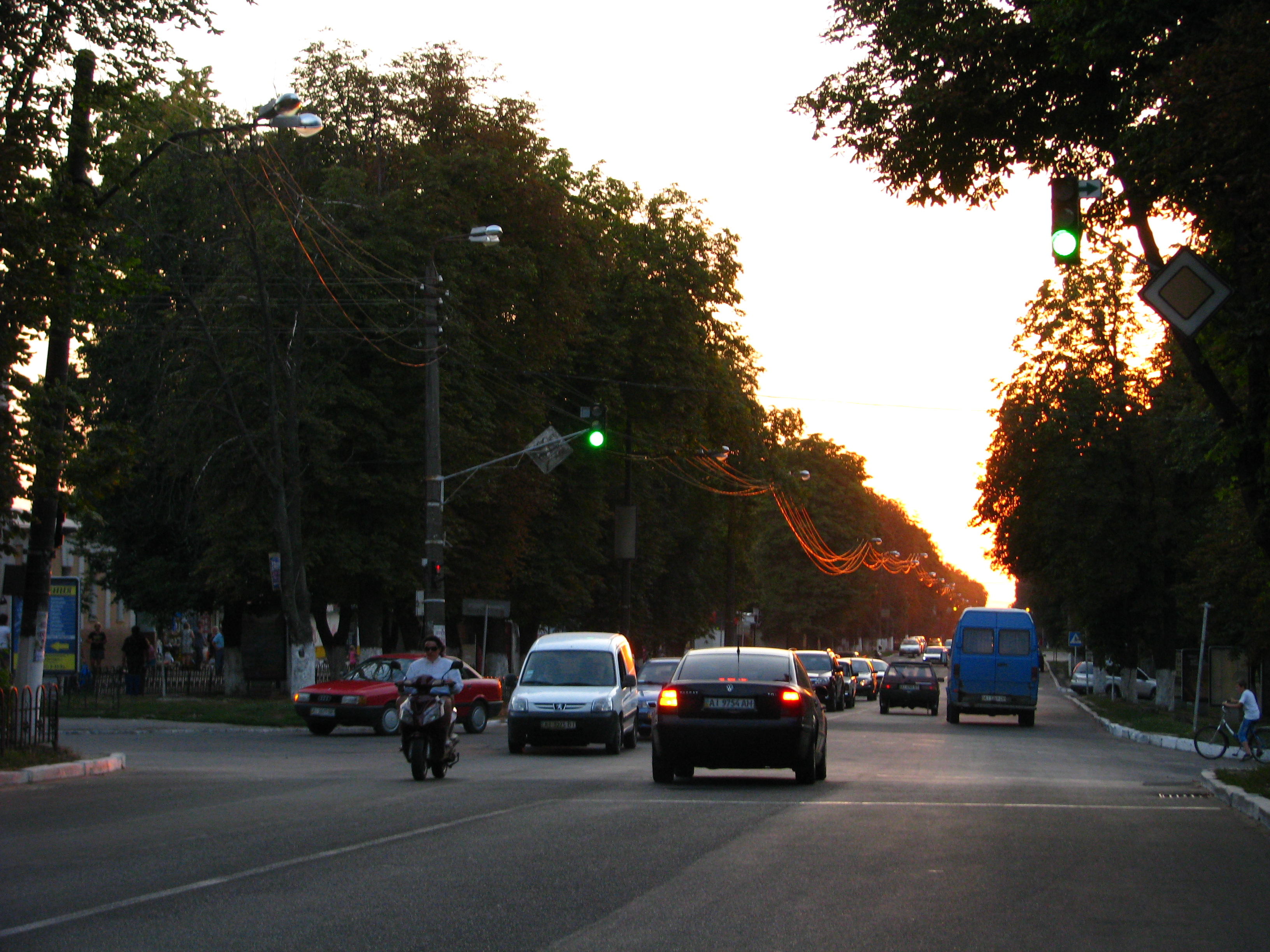
Перехрестя вул. Соборної з вул. Саєнка
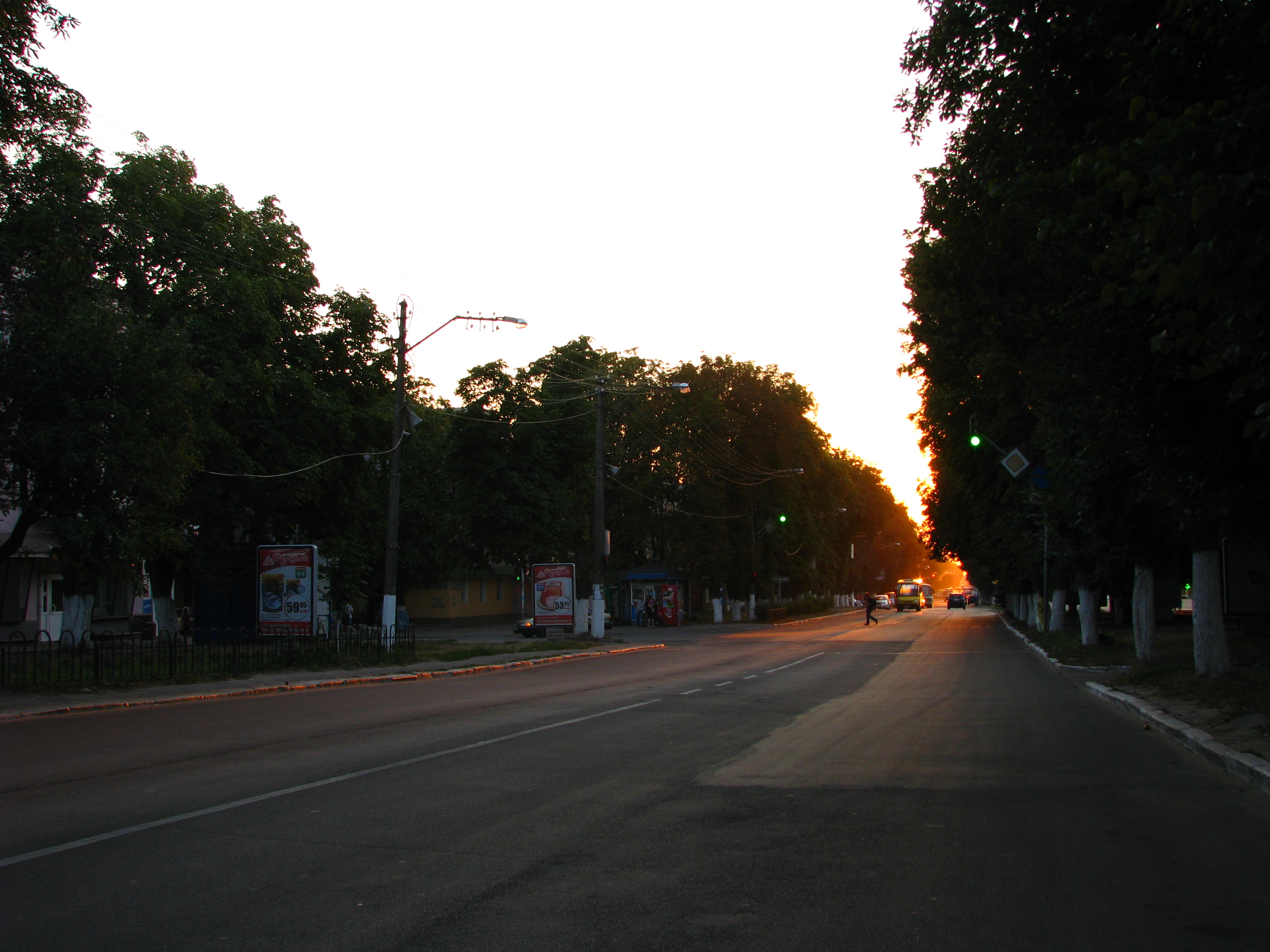
Перехрестя вул. Соборної та вул. Л.Толстого
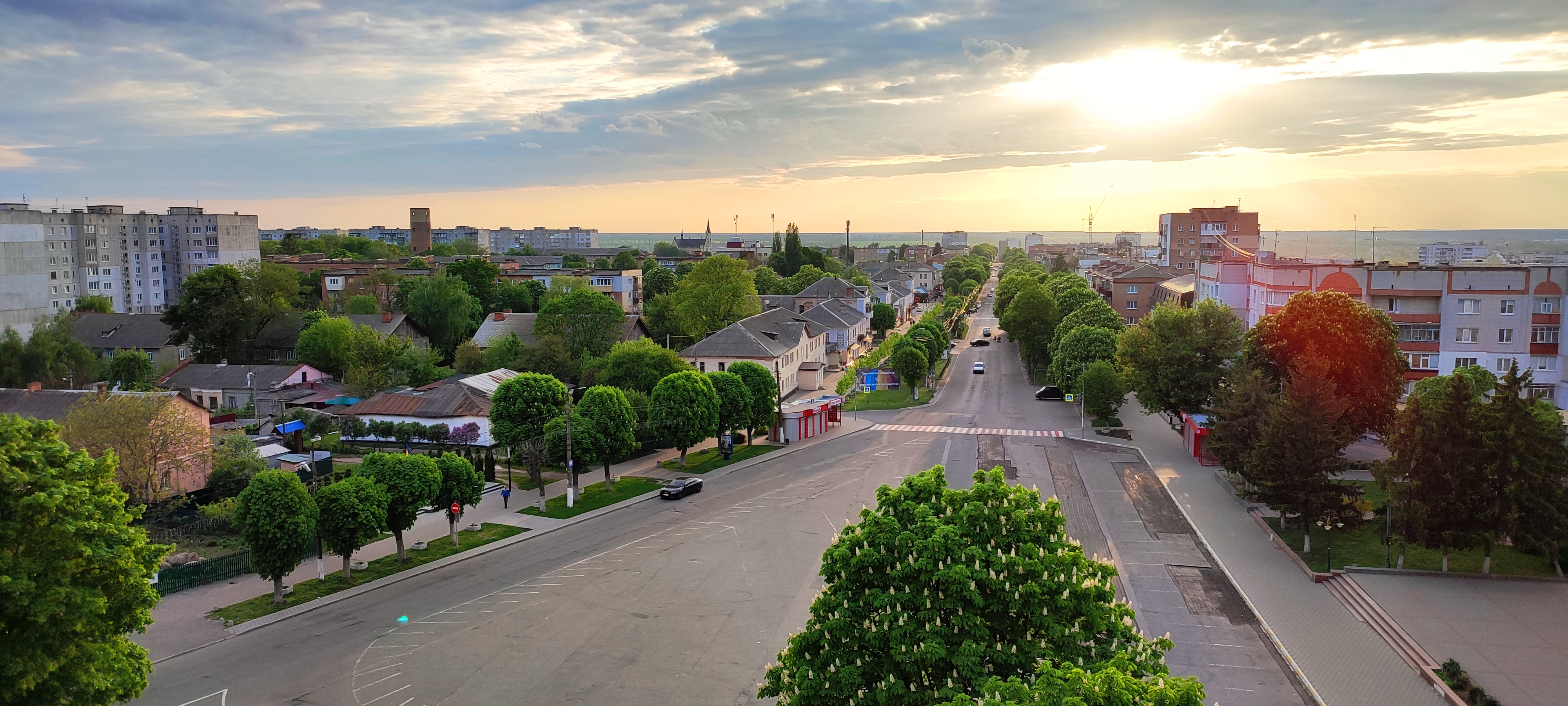
Центральна площа та вулиця міста